# Валериј Харламов
Валериј Борисович Харламов (рус. Валерий Борисович Харламов; 14. јануар 1948 — 27. август 1981) је био совјетски и руски играч хокеја на леду. Наступао је за ЦСКА из Москве (1967—1981) и за репрезентацију Совјетског Савеза (1969—1980).
Био је два пута Олимпијски шампион (1972, 1976) и осам пута шампион света са репрезентацијом Совјетског Савеза.
Проглашен је за заслужног мајстора спорта 1969. године и два пута најбољи играч Совјетског Савеза 1972. и 1973. године. Један је од најбољих играча Совјетског Савеза седамдесетих година који је признат и у својој земљи у иностранству.

## Биографија

### Рођење
Харламови родитељу били су радници фабрике „Комунар“ у Москви. Његов отац Борис био је Рус, а мајка, Кармен Оливе-Абад Баскијка, која је побегла 1937. из Шпаније због грађанског рата у тој земљи.
Валериј Харламов се родио у ноћи измећу 13. и 14. јануара 1948. године у Москви. Борис и Бегонија су те ноћи били у фабрици „Комунар“. До сумрака Бегонија је осетила болове па је пребачена у болницу, где је родила сина.. Име је добио по совјетском пилоту Валерију Чкаловом. У тренутку када се родио Валериј, Борис и Бегонија су живели у ванбрачној заједници, да би се три месеца након рођења његовог сина венчали.
Касније ће породица добити и ћерку коју ће назвати Татјана.

### Детињство и младост
Хобији Харламова у детињство су били хокеј на леду и фудбал. Почео је да клиза када је имао седам година. Његов отац је играо хокеј за фабрички тим и често је са собом водио сина. Харламов је 1956. године са мајком и сестром Валери отишао у Шпанију. У Билбау где је живео ишао је и у школу, али се након годину дана вратио са породицом у Совјетски Савез. Због порекла своје мајке у каснијој каријери добиће надимак „Шпанац“.
Током своје младости био је мали и мршав и имао је честих здравствених проблема. То је кулминирало 1961. године када му је откривена срчана мана. Од тог тренутка доктори су Валерију забранили присуствовање на часовима физичког васпитања, вежбање са теговима, пливање, па чак и да похађа летњи камп.
Његов отац Борис, упркос саветима лекара уписао га је у хокејашки клуб ЦСКА. Након три месеца тренеирања отац и син су отишли у болницу на прегледе. Тамо су лекари констатовали да је Валериј потпуно здрав и од тада је почео активно да се бави хокејом.

### Признавање талента
Талентовани младић својим играма почео да се намеће за сениорски тим ЦСКА. Међутим тренер ЦСКА Анатолиј Тарасов први пут у њему није видео играча за први тим, а као главни недостатак навео је његову висину која је износила 172 cm. Харламов се одлично показао на финалном турниру јуниорског првенства Совјетског Савеза у Минску. Лето 1967. провео је тренирајући за сениорски састав ЦСКА у Кудепсти, након чега се доста променио физички, набацио је мишићну масу.
За сениорски састав ЦСКА дебитовао је 22. октобра 1967. године у мечу са Сибиром у Новосибирску у коме је ЦСКА је победио са 9:0. Да би стекао више искуства Тарасов га је послао да сезону 1967/68 проведе у друголигашу Звезди из Чебаркуља. Тадашњи тренер Звезде Владимир Алфер добио је строга упутства од Тарасова. Захтевао је да се Харламову омогући да тренира три пута дневно, а да у утакмицама мора да игра најмање 70 посто меча.
Заједно са Харламовим у Звезду је послат и дефанзивац Александар Гусев. Играчи су се за кратко време прилагодили клубу и дали су велики допринос резултатима Звезде. Харламов је постигао 34 голова на 40 утакмица и постао миљеник домаће јавности, а Гусев се одлично показао у улози одбрамбеног играча. Владимир Алфер је редовно информисао Тарасова о резултатима Харламова, а након састанка у фебруару 1968. године позван је назад у Москву. Последњи меч за Звезду одиграо је 7. марта у Калињину, а 8. марта се вратио кући и истог дана га је Тарасов позвао на тренинг.

#### Први успеси
Харламов је поново заиграо за ЦСКА у утакмици против Сибира у Новосибирску који је ЦСКА лако победио са 11:3. Играо је у линији са Владимиром Викуловим и Виктором Полупановим као замена Анатолију Фирсову. Свој први гол за Московљане постигао је 23. априла 1968, против екипе Крила Совјетов. Сезону је завршио у линији са Смолином и Блиновим.
Наредне сезоне је успео да се избори за место у тиму. У октобру 1968 је објављено да ће Харламов у утакмици против Торпеда играти у линији са Борисом Михајловим и Владимиром Петровим. Цска је поражен са 1:0, а Харламов је играо слабо. Међутим трио младих нападача ће убрзо почети да игра добро и ефикасно. Харламов ће са њима играти наредних 14 година.
У децембру 1968 позван је у да заигра за други тим репрезентације Совјетског Савеза која је заменила Чехословачку на међународном турниру у Москви. Након турнира позван је да заигра за репрезентацију Совјетског Савеза у два меча против Репрезентације Канаде. Дебитовао је 6. децембра 1968, а сутрадан је одиграо и други меч. У обе утакмице је играла троја Меихајлов - Петров -Харламов.
Од почетка 1969. сво троје су позивани да играју пријатељске утакмице за репрезентацију, након чега су тренери одлучили да ии поведу на Светско првенство 1969. у Стокхолму. Они су од прве утакмице показали високу класу и оправдали позив тренера.
Постоје разлике у подацима када је Харламов постигао свој први погодак на првенству.

## Статистика каријере

### Регуларна сезона
| Сезона           | Тим              | Лига             | GP  | G   | A   | Pts | PIM |
| ---------------- | ---------------- | ---------------- | --- | --- | --- | --- | --- |
| 1967–68          | ХК ЦСКА          | Совјетска        | 15  | 2   | 3   | 5   | 6   |
| 1968–69          | ХК ЦСКА          | Совјетска        | 42  | 37  | 12  | 49  | 24  |
| 1969–70          | ХК ЦСКА          | Совјетска        | 33  | 33  | 10  | 43  | 16  |
| 1970–71          | ХК ЦСКА          | Совјетска        | 34  | 40  | 12  | 52  | 18  |
| 1971–72          | ХК ЦСКА          | Совјетска        | 31  | 24  | 16  | 40  | 22  |
| 1972–73          | ХК ЦСКА          | Совјетска        | 27  | 19  | 13  | 32  | 22  |
| 1973–74          | ХК ЦСКА          | Совјетска        | 26  | 20  | 10  | 30  | 28  |
| 1974–75          | ХК ЦСКА          | Совјетска        | 31  | 15  | 24  | 39  | 35  |
| 1975–76          | ХК ЦСКА          | Совјетска        | 34  | 18  | 18  | 36  | 6   |
| 1976–77          | ХК ЦСКА          | Совјетска        | 21  | 18  | 8   | 26  | 16  |
| 1977–78          | ХК ЦСКА          | Совјетска        | 29  | 18  | 24  | 42  | 35  |
| 1978–79          | ХК ЦСКА          | Совјетска        | 41  | 22  | 26  | 48  | 36  |
| 1979–80          | ХК ЦСКА          | Совјетска        | 41  | 16  | 22  | 38  | 40  |
| 1980–81          | ХК ЦСКА          | Совјетска        | 30  | 9   | 16  | 25  | 14  |
| Совјетски тотали | Совјетски тотали | Совјетски тотали | 438 | 293 | 214 | 507 | 318 |

### Међународно
| Година                    | Тим                       | Такмичење                 |     | GP | G  | A   | Pts | PIM |
| ------------------------- | ------------------------- | ------------------------- | --- | -- | -- | --- | --- | --- |
| 1969                      | Совјетски Савез           | WC                        | 10  | 6  | 7  | 13  | 4   |     |
| 1970                      | Совјетски Савез           | WC                        | 9   | 7  | 3  | 10  | 4   |     |
| 1971                      | Совјетски Савез           | WC                        | 10  | 5  | 12 | 17  | 2   |     |
| 1972                      | Совјетски Савез           | SS                        | 7   | 3  | 4  | 7   | 16  |     |
| 1972                      | Совјетски Савез           | OG                        | 5   | 9  | 7  | 16  | 2   |     |
| 1972                      | Совјетски Савез           | WC                        | 9   | 8  | 6  | 14  | 10  |     |
| 1973                      | Совјетски Савез           | WC                        | 10  | 9  | 14 | 23  | 31  |     |
| 1974                      | Совјетски Савез           | SS                        | 8   | 2  | 6  | 8   | 4   |     |
| 1974                      | Совјетски Савез           | WC                        | 10  | 5  | 5  | 10  | 8   |     |
| 1975                      | Совјетски Савез           | WC                        | 9   | 10 | 6  | 16  | 4   |     |
| 1976                      | Совјетски Савез           | OG                        | 6   | 3  | 6  | 9   | 6   |     |
| 1976                      | Совјетски Савез           | WC                        | 10  | 4  | 10 | 14  | 4   |     |
| 1977                      | Совјетски Савез           | WC                        | 10  | 9  | 7  | 16  | 4   |     |
| 1978                      | Совјетски Савез           | WC                        | 10  | 4  | 5  | 9   | 4   |     |
| 1979                      | Совјетски Савез           | WC                        | 8   | 7  | 7  | 14  | 4   |     |
| 1980                      | Совјетски Савез           | OG                        | 7   | 3  | 8  | 11  | 2   |     |
| Тотали Светског првенства | Тотали Светског првенства | Тотали Светског првенства | 105 | 74 | 82 | 156 | 79  |     |
| Олимпијски тотали         | Олимпијски тотали         | Олимпијски тотали         | 18  | 15 | 21 | 36  | 10  |     |

## Награде и почасти

### Совјетски Савез и Русија
| Награда                      | Година           |
| ---------------------------- | ---------------- |
| Заслужни мајстор спорта      | 1969             |
| Совјетска лига Играч године  | 1971–72, 1972–73 |
| Руска хокејашка кућа славних | 2014             |

### Међународне награде
| Награда                                            | Годна            |
| -------------------------------------------------- | ---------------- |
| Светско првенство у хокеју на леду свезвездани тим | 1972, 1973, 1976 |
| IIHF Кућа славних\|                                | 1998             |
| IIHF стогодишњи свезвездани тим                    | 2008             |
| Хокејашка кућа славних                             | 2005             |